# قرار مجلس الأمن التابع للأمم المتحدة رقم 1430
قرار مجلس الأمن التابع للأمم المتحدة رقم 1430، المتخذ بالإجماع في 14 آب / أغسطس 2002، بعد إعادة التأكيد على القرار 1398 (2002) بشأن الحالة بين إريتريا وإثيوبيا، عدل المجلس ولاية بعثة الأمم المتحدة في إثيوبيا وإريتريا للمساعدة في تنفيذ قرار لجنة الحدود بين إريتريا وإثيوبيا.
وأشار مجلس الأمن إلى القرار الذي اتخذته لجنة الحدود بشأن تعيين الحدود بين إثيوبيا وإريتريا في 13 نيسان / أبريل 2002 وفقا لاتفاق الجزائر. وأكد من جديد ضرورة وفاء الطرفين بالتزاماتهما بموجب القانون الدولي وضمان سلامة موظفي الأمم المتحدة والعاملين في المجال الإنساني.
عُدلت ولاية بعثة الأمم المتحدة في إثيوبيا وإريتريا للمساعدة في تنفيذ قرار لجنة الحدود بشأن الحدود بين إثيوبيا وإريتريا، ليشمل إزالة الألغام في المناطق الرئيسية والدعم الإداري واللوجستي. ودُعي الطرفان، إثيوبيا وإريتريا، إلى التعاون مع بعثة الأمم المتحدة في إثيوبيا وإريتريا خلال فترة ولايتها ومع لجنة الحدود، ولا سيما فيما يتعلق بقرار ترسيم الحدود.
وقرر المجلس أن تظل الترتيبات الأمنية سارية وأن يمتنع كلا البلدين عن تحركات القوات أو السكان أحادية الجانب بما في ذلك المستوطنات الجديدة بالقرب من الحدود. وطالب بالسماح لبعثة الأمم المتحدة في إثيوبيا وإريتريا بالحرية الكاملة في الحركة وأعرب عن خيبة أمله لعدم إنشاء ممر جوي بين عاصمتي أسمرة وأديس أبابا. علاوة على ذلك، طُلب من كل من إريتريا وإثيوبيا إطلاق سراح أسرى الحرب واعتماد تدابير بناء الثقة لتعزيز المصالحة.
وأخيرا، حث المجلس على بذل مزيد من الجهود الدبلوماسية وشدد المجلس على أهمية عملية ترسيم الحدود للسماح للمشردين بالعودة إلى ديارهم وتطبيع العلاقات بين إريتريا وإثيوبيا. قبل كلا البلدين في البداية القرار 1430 على الرغم من أن إثيوبيا شككت في وقت لاحق في حياد لجنة الحدود ومنعت بعثة الأمم المتحدة في إثيوبيا وإريتريا من عبور الحدود إلى إريتريا.

## روابط خارجية
- نص القرار في undocs.org